# Sönke Sönksen
Sönke Sönksen (Meldorf, 2 de marzo de 1938-15 de noviembre de 2024) fue un jinete alemán que compitió en la modalidad de salto ecuestre.
Participó en los Juegos Olímpicos de Montreal 1976, obteniendo una medalla de plata en la prueba por equipos (junto con Alwin Schockemöhle, Hans Günter Winkler y Paul Schockemöhle). Ganó dos medallas en el Campeonato Europeo de Saltos Ecuestres de 1975.

## Palmarés internacional
| Juegos Olímpicos   | Juegos Olímpicos  | Juegos Olímpicos  | Juegos Olímpicos |
| Año                | Lugar             | Medalla           | Categoría        |
| ------------------ | ----------------- | ----------------- | ---------------- |
| 1976               | Montreal (Canadá) | Medalla de plata  | Por equipos      |
| Campeonato Europeo |                   |                   |                  |
| Año                | Lugar             | Medalla           | Categoría        |
| 1975               | Múnich (RFA)      | Medalla de oro    | Por equipos      |
| 1975               | Múnich (RFA)      | Medalla de bronce | Individual       |